# Lotrinský kříž

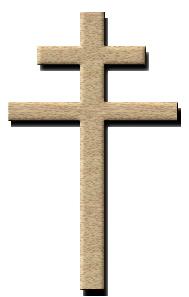
Lotrinský kříž

Lotrinský kříž

Lotrinský kříž (francouzsky Croix de Lorraine nebo Croix d'Anjou) je kříž, tvořený jedním svislým a dvěma vodorovnými břevny; horní břevno je někdy kratší. Starý symbol arcibiskupů a patriarchů, velmi rozšířený ve francouzské, španělské, uherské a slovenské heraldice se za druhé světové války stal symbolem Svobodných Francouzů generála Charlese de Gaulla.

## Historie
Dvojitý kříž se v heraldice nazývá arcibiskupský nebo patriarchální a jeho vrchní břevno se často chápe jako zjednodušený tvar nápisu na Ježíšově kříži (lat. titulus). Podle jiných je odvozen od slavného byzantského relikviáře tohoto tvaru, který se ve středověku dostal do města Angers. Od roku 1431 jej užíval René z Anjou a po něm i další lotrinští vévodové. Před první světovou válkou byl symbolem Lotrinska, tehdy připojeného k Německé říši.
Už koncem 12. století se tento kříž stal symbolem uherských králů (počínaje Bélou III., 1148-1196) a objevuje se i na uherských mincích. Později byl součástí znaku Uherského království, ale i šlechtických i městských znaků a stal se státním znakem Slovenska.
Během druhé světové války byl lotrinský kříž přijat jako oficiální symbol odbojového hnutí Svobodných Francouzů (Forces Françaises Libres, FFL) pod vedením generála Charlese de Gaulla. Přijetí právě tohoto symbolu navrhl korvetní kapitán Thierry d'Argenlieu jako připomínku udatnosti Jany z Arku a také jako odpověď na německou svastiku. Příďovou vlajku s lotrinským křížem na pozadí francouzské trikolory a kokardu s vyobrazením tohoto kříže poprvé představil viceadmirál Émile Muselier v rozkazu č. 2 z 3. července 1940, pouhé dva dny poté, co se stal velitelem námořních a leteckých sil Svobodných Francouzů.
Ve vesnici Colombey-les-Deux-Églises, rodišti Charlese de Gaulla, byl v roce 1972 na jeho památku vztyčen 43 metrů vysoký lotrinský kříž, vyrobený z předpjatého betonu.

## Nitranské knížectví
Na území Velké Moravy do části moderního Slovenska zavítali věrozvěsti svatí Cyril a Metoděj, aby hlásali Boží slovo a donesli moravským obyvatelům písmo. Po rozpadu Velké Moravy si Nitrianské knížactví (část která se znovu utvořila po rozpadu Velké Moravy) ustanovilo jako svůj znak dvojkříž. Ten symbolizoval svaté Cyrila a Metoděje, a to jako poděkování a na jejich památku.

## Galerie

Biskupský znak Mons. Papina, primase lotrinského s lotrinskými kříži
Lotrinský kříž se stejnými rameny
Znak krále Bély III.
Znak Slovenské republiky
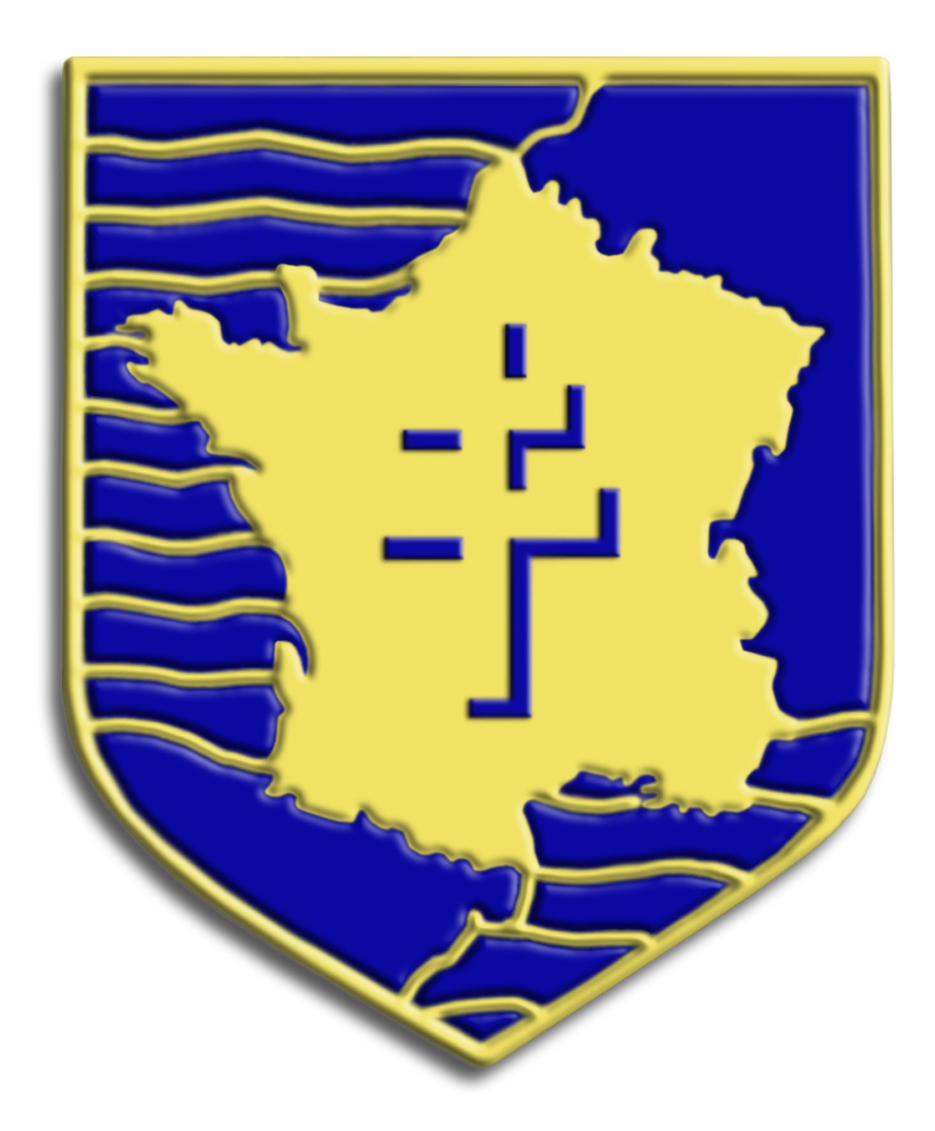
Znak 2. pancéřové divize Svobodných Francouzů
Znak Litevské republiky